# Neolissochilus stevensonii
Neolissochilus stevensonii és una espècie de peix cipriniforme de la família dels ciprínids que es troba a Myanmar.